# Atamanka
Atamanka (del ruso: Атаманка) es un jútor del raión de Tijoretsk del krai de Krasnodar, en Rusia. Está situado en las llanuras de Kubán-Priazov, a orillas del arroyo Atamanka, afluente por la derecha del Chelbas, 10 km al sudeste de Tijoretsk y 127 km al nordeste de Krasnodar, la capital del krai. Tenía 13 habitantes en 2010
Pertenece al municipio Parkovskoye.

## Transporte
Por la localidad pasa la carretera federal M29 Cáucaso Pávlovskaya-frontera azerí.